# Payler
Payler (Пэйлер) — платежный сервис, предоставляющий услуги интернет-эквайринга. 
Система разработана компанией PoloniumArts. Официально начала работу 11 марта 2014 года. 25 ноября 2014 года сервис Payler был удостоен Премии Рунета в номинации «Экономика, бизнес и инвестиции». В 2020 году Payler получил премию «Время инноваций» в номинации «Лучший онлайн-сервис оплаты услуг» в категории «Микрофинансовая деятельность».
Коммерческая деятельность Payler направлена на пять сегментов электронной коммерции: розничная торговля, МФО, ЖКХ, travel и цифровые услуги.

## Предоставляемые услуги
- Проведение платежей с банковских карт Visa, MasterCard, American Express, JCB, Diners Club Internation, UnionPay, Мир
- Проведение платежей с использованием основных электронных кошельков
- Проведение платежей через интернет-банкинг, платежные терминалы, банкоматы, салоны сотовой связи, системы денежных переводов
- Мобильная коммерция
- Массовые выплаты для МФО и банков
- Антифрод-решение
- Консультации по разработке легитимной схемы работы на рынке электронных платежей
- Круглосуточная техническая поддержка
- Персональный менеджер
- Дополнительные услуги: мобильный эквайринг (mPOS-терминалы), торговый эквайринг (POS-терминалы), SMS-информирование

## Описание системы
Для клиентов доступен технологичный личный кабинет, позволяющий просматривать детальную информацию о платежах. Система обладает встроенным модулем статистики и аналитики, который анализирует ситуацию с платежами, формирует финансовые отчёты и даёт прогнозы, исходя из имеющихся данных. Статистика отображается в виде интерактивных графиков. Каждому платежу присваивается индивидуальный идентификационный номер. В личном кабинете возможен поиск платежей по заданным критериям. Также в системе есть возможность сделать выплату на карту и выставления счетов в виде ссылок на оплату на почту или в любой мессенджер, а также посредством sms. 

## Возможности системы
- Рекуррентные платежи (автоплатежи)
- Оплата "в один клик"
- Платежи Apple pay, Google pay
- Выставление счетов по sms и на e-mail
- Настройки и отключение 3D-S авторизации
- Маршрутизация платежей
- Двухстадийная оплата
- Возврат платежей "одной кнопкой"
- Фискализация платежей
- Кастомизация платежной формы
- Разработка отчетов о платежах с необходимым набором полей

## Интеграция c Payler
Доступны два формата интеграции с процессинговым центром:
- Стандартный формат — интеграция с редиректом. Сообщения, передаваемые в платежный шлюз при данном формате интеграции полностью защищены от фальсификации, поэтому такая схема интеграции является наиболее защищённой. Уведомление о проведении платежа осуществляется с помощью вызова CallBackUrl на сервере интернет-магазина.
- Secured HTTPGate — интеграция со шлюзом через Web API. Данный формат интеграции осуществляется только с компаниями, соответствующими стандарту безопасности PCI DSS, так как предполагает ввод реквизитов банковской карты на сайте интернет-магазина или организации.

Платежный сервис Payler обладает готовыми модулями для интеграции с рядом CMS: 1С-Битрикс, CS Cart, Drupal Commerce, Wordpress, Insales, Joomla!, Opencart, UMI.CMS, Virtuemart, Yupe.
Кроме того, система обладает модулем для биллинговой панели BillManager, SDK под Android и iOS, а также библиотеками на PHP и C#.

## Безопасность
Система соответствует стандарту безопасности PCI DSS 3.1 Level 1, а также ФЗ 152 «О персональных данных». Кроме того, система оснащена самообучающимся антифродовым модулем, который отслеживает и анализирует потенциальную опасность и подстраивается под изменяющиеся обстоятельства. 
Безопасность https-соединения обеспечивается SSL-сертификатом Thawte G2, который шифрует данные, передаваемые между клиентом и сервером, а также гарантирует защиту от фишинга.

## Подключение к системе
Процесс подключения к системе занимает в среднем 7 дней. Комиссия составляет от 0,8% до 3% и удерживается с каждой операции, зачисление денежных средств происходит на следующий рабочий день на р/с предприятия. Абонентская плата устанавливается в индивидуальном порядке. Техническая интеграция осуществляется силами мерчанта при содействии технических специалистов Payler.